# Целинное (Еврейская автономная область)
Цели́нное — село в Ленинском районе Еврейской автономной области, входит в состав Бабстовского сельского поселения.

## География
Село Целинное расположено в 5 километрах к западу от административного центра сельского поселения села Бабстово на автодороге, соединяющей Бабстово с автотрассой Бирофельд — Амурзет. К северо-востоку от Целинного находится село Горное.
Расстояние до районного центра села Ленинское составляет около 26 километров, до областного центра города Биробиджана — 83 километра.

## История
Село было основано в 1954 году в рамках программы освоения целины, начатой весной этого года. Тогда же были основаны ещё два более крупных села в Ленинском районе — Горное и Степное. Изначально называлось Вторым отделением Бабстовского совхоза, центральная усадьба которая находилась в селе Бабстово, административном центре сельского поселения.
На нашей малой целине почти всё шло по тому же сценарию, как на целине большой. Был брошен клич: «Выпускники школ — на целину!» И молодёжь дружно откликнулась. Из школы № 1 добровольцами поехал на целину весь десятый класс. Строили щитовые домики, фермы, парни работали на полях, девчата доили коров. Всё это было в новом селе Целинном.Ирина Манойленко, «Биробиджанер Штерн»
В 1961 году указом Президиума Верховного Совета РСФСР поселок третьего отделения Бабстовского совхоза переименован в село Целинное.

## Население
| 2002 | 2010 |
| ---- | ---- |
| 123  | ↘60  |

Большую часть населения (98 %) составляют этнические русские.

## Инфраструктура
- Сельскохозяйственные предприятия Ленинского района.
- Рядом с селом проходит железнодорожная линия Биробиджан I — Нижнеленинское, железнодорожная станция Бабстово расположена вблизи села Горное.